# 逆水寒 (游戏)
《逆水寒》是由网易开发的多人在线角色扮演游戏，于2018年6月登陆Microsoft Windows，后于2023年6月30日于Android、IOS上线同ip作品逆水寒手游，但与2018年的逆水寒是不同游戏。游戏具有武侠元素的开放世界环境，故事背景為北宋末年。游戏在非玩家角色中融入了人工智能技术，并使用区块链发行加密游戏币，是网易开发的首个内置生成式人工智能模型的游戏。 《逆水寒》手游版免費遊玩，《逆水寒》端游版点卡付费。
游戏在上线前便受到了玩家与媒体的广泛关注和评价，同时也产生了部分针对收費模式的批评或谣言。《逆水寒》也取得了商业上的成功。截至至2023年8月9日，游戏拥有超过4000万用户。游戏上线首月流水突破24亿元，游戏曾刷新网易开发游戏是最高收入记录，但该记录于2023年初被游戏《蛋仔派对》刷新。

## 玩法
《逆水寒》是有开放世界元素的多人在线角色扮演游戏，其中融入了中国古代文化中的武侠元素。游戏背景基于北宋，并允许玩家在其开放世界中探索和游戏，并设置了一定的剧情故事。游戏设置了较多的非玩家角色，智能度高。开发团队在游戏内为非玩家角色集成了生成式人工智能模型，该模型与美国非营利组织OpenAI开发的模型“ChatGPT”同源。玩家可以利用非玩家角色的交互从而推进或加速游戏进程，获得游戏道具。《逆水寒》的开放世界玩法中融入了多种玩法，其中设置了玩家对抗环境、解谜、玩家对战等玩法。游戏基于五行学说设置了元素机制，玩家可以利用角色所掌握或附属的元素进行游戏或战斗，进行冻结湖面、攻击敌人等操作。

游戏截图

## 开发
《逆水寒》由网易游戏开发，游戏投资7亿人民币，开发历时4年，研发团队约400人。游戏开发者对该项目高度重视，并投入大量资金与人力。开发者认为，多人在线角色扮演游戏玩法在当下电子游戏市场不具有竞争力，因此开发团队通过将开放世界中融合多种玩法以解决类似问题，满足用户体验。开发者在游戏中参考了如《塞尔达传说 旷野之息》、《艾尔登法环》、《原神》等成功游戏的经验、玩法及理念。基于逆水寒内设置的多种玩法，游戏用户主要集中于多人在线战斗竞技场游戏玩家，其次是开放世界游戏玩家与多人在线角色扮演游戏玩家。网易游戏开发者听雨认为，融合多属性的电子游戏可以更好的获取庞大的用户规模，使玩家在游戏中能发现自己喜欢的游戏模式，从而满足玩家需要，产生正向交互。其中，获得同等资源的效率的设置、游戏难易程度、虚拟物品的平衡性是开发和设计的难点之一。游戏使用了网易研发的引擎NeoX制作，开发团队认为，相对于虚幻引擎，NeoX对于武侠内容的表现能力更强。开发者对游戏移动端进行了优化，提高了手机的流畅性。开发团队在游戏服饰制作中使用了3D扫描技术。在确定游戏中服饰的美术设计后，开发团队将服饰进行扫描后录入软件环境中后，经过手动塑形和骨骼配型后，完成游戏虚构人物服饰的制作。扫描相比手工制作效率更高，细节真实，促进了游戏的开发进程与质量。同时，开发团队为了降低游戏社交属性，丰富非玩家角色交互模式与输出结果，在游戏内置了人工智能模型。游戏开发者在游戏中发行了区块链虚拟货币“伏羲通宝”，基于区块链生成。该货币一般用于游戏中高级物品的交易。此种货币的交易去中心化，玩家间的交易行为，将被在线玩家所记录，而非记录于游戏服务器，后经过游戏系统汇总，从而保证公正。游戏官方共发行了1.63亿枚伏羲通宝，其中7300万枚允许玩家开采，每天产出5万枚。每两年产量递减50%。

## 发行与宣传
《逆水寒》于2018年6月29日登陆Microsoft Windows并发行。《逆水寒》手游最初于2023年5月20日网易“520发布会”中首次公布，并发行其宣传片。其bilibili账号于2017年创建。2023年4月20日，《逆水寒》的移动端获得国家新闻出版署发布的游戏版号，被允许在中国大陆地区发行。官方曾在新浪微博等平台发布宣传内容，并引起反响和关注。《逆水寒》于2022年9月30日开始初次测试，并于2023年4月28日开始第二次技术测试，引起媒体关注和报道。媒体对其发行抱有期待态度，且关注度高。在测试初期，部分玩家批评游戏收費模式不合理，并表示游戏收费途径过多，从而导致玩家游戏体验不佳。但官方表示该种说法系谣言和误解，并对其做出解释。《逆水寒》于2019年9月18日参加华为全联接大会进行展出，并宣布与华为共同进行该项目云游戏的研发。项目组参与了2021年河南水灾的灾后重建工作，网易公司以该游戏的名义与嵩山少林寺合作向河南灾区捐款5000万元。

## 评价与反响

### 评价
游戏开发团队网易重视《逆水寒》项目，对该项目的宣传和发行工作在发行前便引起中国大陆地区媒体报道和关注。17173网和电玩巴士的编辑认为，游戏场景宏大，画面真实，玩法丰富。Gamelook的评论员认为，《逆水寒》具有发展潜力且流行度高。同时他将游戏与《原神》做对比，认为项目可以复刻原神的成功，是一个多人在线角色扮演游戏的优良之作。游戏葡萄的评论员严锦彦认为，开发团队对游戏的细节刻画到位，同时对游戏的美术和玩法进行表扬，结冰、轻功等功能对玩家的开放世界游戏体验做出了正面影响。游民星空的编辑对于游戏的移动端优化感到满意，认为在开发者的优化后，游戏流畅性有可见的提升。
《逆水寒》存在少量的争议与批评。由于游戏的开放世界中融合了多种其他游戏的元素，如游戏《原神》的元素反应机制，剧情故事参考《底特律：变人》，虽然带给玩家较好的游戏体验，但有部分评论员批评了这一行为。17173网的编辑瓦克五认为游戏中内置的人工智能输出的内容体现其模型智能度不高。

### 争议和诉讼
2023年5月，暴雪娱乐宣布起诉网易侵权及不正当竞争，相关案件在同年6月1日于杭州市中级人民法院开庭审理。部分媒体认为，此次事件与网易旗下游戏《逆水寒》有关。由于《魔兽世界》开发商暴雪娱乐停止了该游戏在中国大陆地区的服务并终止了与网易的合作，《逆水寒》的开发者为承接该游戏在中国大陆地区的用户，因此在游戏中添加了部分魔兽世界的游戏元素，并宣布2023年1月开启“网易魔兽老兵主题服”，引起诉讼争议。

### 流行度
游戏在上线初期获得了IOS平台免费榜第二名的成绩，并于2023年7月7日获得IOS畅销冠军。2023年8月7日，逆水寒IOS端获得了“编辑精选”奖项。游戏用户量于同年8月9日突破4000万。根据Sensor Tower的数据，游戏手机端上线首月流水超过24亿元。游戏官方在前期的宣传也引起了反响。